# ان‌جی‌سی ۵۹۳۰
ان‌جی‌سی ۵۹۳۰ یک کهکشان است.